# والتر إي. لورانس
والتر إي. لورانس (بالإنجليزية: Walter E. Lawrence)‏ هو سياسي أمريكي، ولد في 8 ديسمبر 1905، وتوفي في 9 أبريل 1967. حزبياً، نشط في الحزب الجمهوري. وقد انتخب عضو مجلس نواب ماساتشوستس.